# Message for you
『Message for you』（メッセージ・フォー・ユー）は、2010年5月12日に発売された、日本の歌手Tiaraの1枚目のアルバム。

## 収録曲
1. Prelude
(作曲・編曲：YANAGIMAN)
2. Love is… with KG
(作詞：Tiara / 作曲：Tiara, YANAGIMAN / 編曲：YANAGIMAN)
3. さよならをキミに...feat.Spontania
(作詞：Tiara, Spontania / 作曲：YANAGIMAN, Tiara, Spontania / 編曲：YANAGIMAN)
4. My best friend
(作詞・作曲：岡本真夜 / 編曲：MANABOON (TinyVoice, Production))
5. 君がふたり
(作詞・作曲：古内東子 / 編曲：Ricky)
6. Tell me
(作詞：Tiara / 作曲：TAKAROT, Tiara / 編曲：TAKAROT)
7. It's my way
(作詞：Tiara / 作曲：UTA (TinyVoice, Production), Tiara / 編曲：UTA (TinyVoice, Production))
8. Lifestyle
(作詞・作曲：Nao'ymt)
9. 誰より好きなのに
(作詞・作曲：古内東子 / 編曲：YANAGIMAN)
10. Precious Love
(作詞：Tiara / 作曲・編曲：Ryosuke "Dr. R" SAKAI)
11. 好きでいさせて
(作詞：Tiara / 作曲：Hidekazu Uchilke / 編曲：UTA (TinyVoice, Production))
12. キミがおしえてくれた事feat.SEAMO
(作詞：Tiara, SEAMO / 作曲：Tiara / 編曲：YANAGIMAN)
13. 虹を描けば
(作詞：Tiara / 作曲・編曲：Sin)
14. Postlude
(作曲・編曲：YANAGIMAN)

### 曲の解説
1. My best friend
この曲は、Tiara本人が岡本真夜のいるスタジオまで行き、高校生の時からの親友のために岡本に思いを伝え、作詞・作曲された曲である。Tiaraとその親友とは、母親同士も高校時代からの親友で、本人は記憶に無いが3歳当時はよく遊んでいたらしい。聞き方によれば嘘のような本当の話でもある。Tiaraは岡本のことを賞賛し、2010年5月5日のブログで「岡本真夜さん、天才すぎるっ」と書き込んでいる。

## タイアップ
Love is… with KG
日本テレビ系『スッキリ!!』4月テーマソング
日本テレビ系『ハッピーMusic』POWER PLAY
日本テレビ系『遠まわりの雨』挿入|
さよならをキミに... feat. Spontania
日本テレビ系「歌スタ!!」9月度オープニングテーマ
日本テレビ系「音楽戦士MUSIC FIGHTER」8月 POWER PLAY
テレビ東京系「流派-R」9月度エンディングテーマ
誰より好きなのに
日本テレビ「ポシュレデパート深夜店」11月度エンディングテーマ
Precious Love
THE GRAND TIARA CMソング
好きでいさせて
NHKケータイ発ドラマ「激♥恋…運命のラブストーリー…」挿入歌
キミがおしえてくれた事 feat. SEAMO
日本テレビ系「音楽戦士MUSIC FIGHTER」1月オープニングテーマ
日本テレビ系「音楽戦士MUSIC FIGHTER」2月 POWER PLAY